# Société Royale de Numismatique de Belgique
Die Société Royale de Numismatique de Belgique wurde 1841 gegründet und gehört zu den ältesten noch aktiven Vereinigungen für Numismatik weltweit.
Ihre Zeitschrift ist die Revue belge de Numismatique et de Sigillographie (SRNB).

## Geschichte
Nachdem 1836 in London die Royal Numismatic Society gegründet, in Paris die erste numismatische Zeitschrift Revue Numismatique herausgegeben wurde, 1838 die belgischen Regierung die Erstellung einer nationalen Münzsammlung proklamiert hatte, war Numismatik ein angesagtes Thema in den Clubs und Salons jener Zeit und so beschloss 1841 ein kleiner Kreis von Münzfreunden in Tirlemont die Gründung einer numismatischen Gesellschaft mit dem Ziel, eine Zeitschrift für belgische Numismatik herauszugeben: die Revue de la Numismatique Belge. 1842 erschien die erste Ausgabe, 1846 erschien sie dann jährlich. Da schon bald die Begrenzung auf belgische Numismatik als zu eng empfunden wurde, und um dem Interesse an antiker Numismatik gerecht zu werden, wurde 1875 die Zeitschrift in Revue belge de Numismatique geändert und 1909 um den Zusatz et de Sigillographie (Sphragistik) erweitert.
Neben einer Bibliothek betrieb die Gesellschaft ab 1860 auch den Aufbau einer eigenen Münz- und Medaillensammlung. Diese wuchs dank Schenkungen der Mitglieder und des Staates auf einen ansehnlichen Wert. Durch den Verkauf der Zeitschrift sowie hoher Mitgliedsbeiträge und Subventionen war die finanzielle Ausstattung der Gesellschaft gut, so dass hohe Rücklagen gebildet werden konnten. Mit dem Ersten Weltkrieg und der Besetzung Belgiens richtete das deutsche Militär im Brüsseler Palais des Académies, in dem die Gesellschaft ihre Büros samt Archiv, Bibliothek und der Münz- und Medaillensammlung hatte, ein Hilfslazarett ein und verwehrte der Gesellschaft den Zugang. Als das Gebäude wieder freigegeben wurde, war die Sammlung geplündert und die Bibliothek zerstört, viele Archivalien waren verloren. Infolge der Inflation ging auch das finanzielle Vermögen verloren, dennoch schaffte es die Gesellschaft im Umfang reduzierte Ausgaben ihrer Zeitschrift herauszugeben. Während des Zweiten Weltkriegs setzte die Gesellschaft ihre Arbeit aus und die erste Nachkriegsausgabe erschien 1946.
Die Gesellschaft war zunächst auf 35 ordentliche Mitglieder begrenzt und faktisch ein geschlossener Kreis, in dem erst durch den Tod von Mitgliedern ausgewählten Kandidaten die Aufnahme offenstand. Ferner gab es korrespondierende Mitglieder und Ehrenmitglieder. Erst 1958 und 1968 reformierte sich die Gesellschaft und öffnete sich einem breiteren Publikum. Ab 1974 gibt es institutionelle Mitglieder.
1885 wurde Marie de Man als erste Frau in die Gesellschaft aufgenommen.
Da Französisch die Sprache der oberen Klasse im alten Belgien war, dauerte es bis 1966, dass sich die Gesellschaft dem Niederländischen öffnete. Seit 1980 erscheint die Zeitschrift auch mit niederländischem Titel Tijdschrift voor Numismatiek en Zegelkunde. Artikel können in den drei Landessprachen und Englisch eingereicht werden.
Die Ziele der Gesellschaft bestehen heute in der Organisation von regelmäßigen Veranstaltungen, Ausstellungen und Konferenzen rund um die Numismatik, der Publikation der Zeitschrift, sowie in der generellen Unterstützung all jener Unternehmungen, die dem interdisziplinären Austausch und Fortschritt in der Gesellschaft behilflich sind.

## Präsidenten
Nachdem anfangs Präsidenten unbegrenzt oft kandidieren konnten, ist seit 1949 die Präsidentschaft auf zwei Amtsperioden von jeweils drei Jahren begrenzt.
- Joachim Lelewel (Ehrenpräsident) (1841–1848)
- Renier Chalon (1848–1887)
- Alphonse de Schodt (1887–1889)
- Baudouin de Jonghe (1889–1925)
- Victor Tourneur (1925–1949)
- Marcel Hoc (1949–1955)
- Jules Desneux (1955–1961)
- Paul Naster (1961–1967)
- Marcel Hoc (1967–1973)
- Jean Jadot (1973–1976)
- Emile Brouette (1976–1980)
- Paul De Baeck (1980–1982)
- Maurice Colaert (1982–1988)
- Tony Hackens (1988–1990)
- Luc Smolderen (1990–1996)
- Hubert Frère (1996–1999)
- Pierre Cockshaw (1999–2005)
- Raf van Laere (2005–2008)
- Jean-Luc Dengis (2008–2011)
- Johan van Heesch (2011–2014)
- François de Callataÿ (seit 2017)